# Кольонія-Польська
Кольонія-Польська (пол. Kolonia Polska) — село в Польщі, у гміні Курилівка Лежайського повіту Підкарпатського воєводства.
Населення — 268 осіб (2011).
У 1975-1998 роках село належало до .

## Демографія
Демографічна структура станом на 31 березня 2011 року:
|          | Загалом | Допрацездатний вік | Працездатний вік | Постпрацездатний вік |
| -------- | ------- | ------------------ | ---------------- | -------------------- |
| Чоловіки | 143     | 20                 | 100              | 23                   |
| Жінки    | 125     | 26                 | 64               | 35                   |
| Разом    | 268     | 46                 | 164              | 58                   |